# Personaggi di Sailor Moon

I protagonisti dell'anime. Da sinistra: Sailor Pluto, Sailor Uranus, Sailor Neptune, Sailor Mercury, Tuxedo Kamen, Sailor Mars, Sailor Moon, Sailor Chibimoon, Sailor Jupiter e Sailor Venus.

Questa voce raccoglie tutti i personaggi della serie Sailor Moon. Si tratta principalmente delle famiglie delle guerriere sailor, dei loro amici e compagni di scuola, nonché di altri personaggi alieni o non-umani che hanno giocato un ruolo minore nella storia.

## Protagonisti e personaggi principali
- Usagi Tsukino/Sailor Moon/Principessa Serenity
- Ami Mizuno/Sailor Mercury
- Rei Hino/Sailor Mars
- Makoto Kino/Sailor Jupiter
- Minako Aino/Sailor Venus
- Chibiusa/Sailor ChibiMoon/Small Lady
- Haruka Ten'ou/Sailor Uranus
- Michiru Kaiou/Sailor Neptune
- Setsuna Meiou/Sailor Pluto
- Hotaru Tomoe/Sailor Saturn
- Mamoru Chiba/Tuxedo Mask/Principe Endymion
- Helios/Pegasus
- ChibiChibi/Sailor ChibiChibi
- Princess Kakyuu
- Sailor Starlights/Three Lights

## Gatti

I gatti nell'episodio 133 di Sailor Moon SuperS

### Luna
Luna (ルナ?, Runa) è la gatta nera che vive a casa di Usagi Tsukino. Ha vissuto nel regno di Silver Millennium ed è stata consigliera della regina Serenity. È colei che informa le guerriere sailor del loro passato, futuro e compiti, e fornisce loro le penne per la trasformazione e i vari oggetti magici. La fonte dei suoi poteri, compresa la capacità di parlare, è il simbolo di luna crescente che ha sulla fronte e che mantiene nella sua forma umana quando assume l'aspetto di una giovane donna dai capelli neri. È molto giudiziosa e responsabile, e per buona parte della prima serie, non fa altro che riprendere e rimproverare Usagi e le altre ragazze, a esclusione di Ami. Nella quinta serie, si prende una cotta per Yaten dei Three Lights, rendendo le guerriere Sailor invidiose. Nel film Il cristallo del cuore, invece, si innamora dello scienziato che le salva la vita, Kakeru Ozora, lamentando il fatto di non essere umana. Usagi riuscirà seppur per poco a realizzare il suo desiderio tramite il potere del cristallo del cuore a far diventare Luna una bellissima ragazza che dopo aver preso con sé il ragazzo di cui si è innamorata lo porta con sé nello spazio per poi dirgli addio con un bacio,
Nella serie live Pretty Guardian Sailor Moon, Luna è un gatto di peluche parlante che successivamente acquisisce il potere di diventare una ragazza umana dal nome di Luna Tsukino, nonché la guerriera sailor Sailor Luna, personaggio disegnato da Naoko Takeuchi in persona. Da umana il suo carattere è inalterato, a parte una certa debolezza nei confronti dei dolci e un'istintiva attitudine a comportamenti felini, come avere paura dei cani e distrarsi spesso per oggetti in movimento.
In giapponese è doppiata da Keiko Han e da Ryō Hirohashi in Sailor Moon Crystal, da Han Keiko nella sua versione di gatto peluche e da Rina Koike nei panni di Sailor Luna. In italiano è doppiata per Mediaset da Graziella Porta, nel primo film edito da Shin Vision da Laura Lenghi e in Sailor Moon Crystal da Ughetta d'Onorascenzo.

### Artemis
Artemis (アルテミス?, Arutemisu) è il gatto bianco di Sailor Venus, cui ha donato i poteri molto tempo prima dell'inizio della serie. Come Luna, ha vissuto nel regno di Silver Millennium ed è stato consigliere della regina Serenity. Innervosisce spesso Luna col suo carattere più giocherellone e superficiale e ha con lei una relazione mai dichiarata o ufficializzata, benché confermata dall'arrivo della figlia Diana. Nella sua forma umana assume l'aspetto di un giovane uomo dai capelli bianchi col simbolo della Luna crescente sulla fronte. Artemis ha un forte legame con Mamoru Chiba e invidia agli umani la possibilità di sposarsi in chiesa.
In giapponese è doppiato da Yasuhiro Takato, da Kappei Yamaguchi nel live action e da Yōhei Ōbayashi in Sailor Moon Crystal. In italiano è doppiato per Mediaset da Pietro Ubaldi, nel primo film edito da Shin Vision da Simone D'Andrea e in Sailor Moon Crystal da Leonardo Graziano.

### Diana
Diana (ダイアナ?, Daiana) è la gattina grigia di compagnia di Chibiusa, nata dall'unione fra Luna e Artemis. Come la sua padrona, proviene dal futuro e condivide con lei la capacità di avvertire i pericoli reciproci anche a grandi distanze. Nell'anime compare solo nella quarta serie, dove è fonte di guai per Artemis essendo scambiata da Luna per una figlia di lui avuta da una relazione con un'altra gatta. Nel manga invece appare per la prima volta nella seconda serie e fa anche da assistente a Sailor Pluto come guardiana della porta del tempo. Nella sua forma umana assume un aspetto simile a Chibiusa col simbolo della Luna crescente sulla fronte e, a differenza dei suoi genitori, la coda. Nell'edizione televisiva italiana il suo nome è pronunciato in italiano, mentre in originale all'inglese Daiana.
In giapponese è doppiata da Kumiko Nishihara e da Shōko Nakagawa in Sailor Moon Crystal. In italiano è doppiata per Mediaset da Monica Mantegazza e in Sailor Moon Crystal da Valentina Pallavicino.

## Antagonisti
- Dark Kingdom
- Clan Black Moon
- Death Busters
- Dead Moon Circus
- Ail e An
- Shadow Galactica

## Familiari delle Guerriere Sailor

### Famiglia Tsukino

#### Ikuko Tsukino
Ikuko Tsukino (月野育子?, Tsukino Ikuko, Ilenia in Italia) è la madre di Usagi e Shingo nel ventesimo secolo. È una casalinga giovane, ma con le classiche contraddizioni genitoriali: ansiosa perché i figli ottengano buoni risultati scolastici, ma evidentemente preoccupata di non essere troppo oppressiva. Ha un rapporto molto stretto con la figlia, al punto di consigliarla sul suo rapporto con Mamoru, che a differenza del marito, ha accettato di buon grado. Nella quarta serie, diviene anche vittima del Trio amazzonico. Come tutti i personaggi minori della serie, tende un po' a svanire nel progredire degli eventi, anche se è l'unico personaggio a fare una breve apparizione nella quinta serie, in occasione dell'arrivo di ChibiChibi. Ikuko durante la storia sembra essere completamente all'oscuro della vera identità della figlia, ne sospetta mai che qualcosa di strano accada intorno a lei. Soltanto nel manga, quando Usagi le affida Luna, Artemis e Diana feriti, e va via, Ikuko dice piangendo "Ho come la sensazione che non tornerà più...". Infatti qualche atto dopo, Usagi deve affrontare la sua battaglia finale con Sailor Galaxia.
In Giappone Ikuko è doppiata da Sanae Takagi, mentre in Italia da Cinzia Massironi (salvo nell'episodio 86 della seconda serie in cui la Massironi viene sostituita dalla cugina Marina). In Pretty Guardian Sailor Moon è interpretata da Kaori Moriwaka.

#### Kenji Tsukino
Kenji Tsukino (月野謙之?, Tsukino Kenji) è il padre di Usagi Tsukino e Shingo nel ventesimo secolo. Di lavoro fa il fotoreporter ed è molto benvoluto dalla figlia. Kenji dal canto suo, è estremamente geloso della ragazza e non vede di buon occhio il rapporto con Mamoru Chiba considerandolo troppo grande per Usagi, e preferendogli piuttosto Gurio Umino. È l'unico in famiglia a rendersi conto di una certa somiglianza fra sua figlia e Sailor Moon, nonché di notare quanto appaia più bella la ragazza, dopo che nella prima serie Usagi ha scoperto di essere la principessa Serenity. In Giappone Kenji è doppiato da Yuji Machi, mentre in Italia da Federico Danti (salvo per l'episodio 40 della prima serie dove viene sostituito da Gianfranco Gamba e per il numero 45 dove viene doppiato da Gabriele Calindri). In Pretty Guardian Sailor Moon è interpretato da Ryuta Tazaki, ma compare solo nell'episodio del matrimonio di Mamoru e Usagi.

#### Shingo Tsukino
Shingo Tsukino (月野進悟?, Tsukino Shingo, Sam in Italia) è il fratello minore di Usagi Tsukino, più piccolo di lei di circa 3-4 anni. Compare in tutte le versioni della storia, ma è un personaggio di cui si sa ben poco. Il rapporto fra Usagi e il fratello è alternativamente di collaborazione, di gioco, o di scarsa sopportazione, soprattutto a causa della tendenza di Shingo di prendere in giro la sorella. Nei primi episodi dell'anime odiava Luna e nel 144 sembra avere una cotta per Ami; inoltre dopo aver "incontrato" Sailor Moon diventa un suo fan. In Giappone Shingo è doppiato da Chiyoko Kawashima, mentre in Italia da Paolo Torrisi. In Pretty Guardian Sailor Moon è interpretato da Naoki Takeshi.

### Famiglia Mizuno
Ami Mizuno vive da sola con la madre, Saeko Mizuno, una rinomata dottoressa, che la ragazza stima molto (anche Ami sogna di diventare medico). Nel manga la donna viene mostrata in un paio di scene nel corso della serie Dream e fa anche brevi apparizioni una nell'anime e nel live, benché in entrambi i casi non ha una parte parlata. A causa del proprio lavoro non si vede molto con la figlia, e spesso le due comunicano tra di loro tramite una lavagnetta.
Il padre di Ami invece è un pittore che lasciò la famiglia quando la ragazza era ancora molto piccola. L'unico contatto che ha con lui sono delle cartoline illustrate che l'uomo le spedisce annualmente. Nonostante questo, sembra che Ami non soffra affatto della situazione.
Nell'anime il proprietario del palazzo dove si tiene il torneo di scacchi (in cui Ami sfiderà Berthier durante l'episodio) fa un accenno al nonno della ragazza, di cui era amico.

### Famiglia Hino
La madre di Rei, Risa Hino, morì di malattia quando la ragazza era ancora una bambina. Il padre Takashi Hino, un importante uomo politico affidò la bambina al nonno materno, e non si fece mai più vedere. Questa è la ragione per la quale in quasi tutte le versioni della storia, Rei non ha fiducia negli uomini.

#### Nonno di Rei
Il nonno di Rei (レイのおじいさん?, Rei no ojiisan) è il tutore legale di Rei, e il suo nome non viene rivelato mai. Nell'anime il nonno appare frequentemente, ed ha l'aspetto di un bassissimo, simpatico e irrimediabilmente sporcaccione uomo anziano; nel manga appare soltanto in un paio di scene, ed ha un aspetto molto più giovane della sua controparte animata. In PGSM, invece non viene fatto alcun riferimento al personaggio. Nell'anime è spesso protagonista di gag che lo vedono "provarci" con ragazze molto più giovani di lui, spesso trascinando nelle sue "imprese", anche il riluttante Yuichirou. Il suo ruolo più importante nell'anime è nella prima serie quando viene rivelato che il nonno è uno dei portatori di un cristallo d'arcobaleno. In Giappone il nonno è doppiato da Tomomichi Nishimura, mentre in Italia inizialmente da Pietro Ubaldi, poi stabilmente da Maurizio Scattorin.

### Famiglia Kino
I genitori di Makoto Kino, morirono in un incidente aereo tempo prima che la serie avesse inizio. Non viene spiegato con chi abbia vissuto Makoto durante l'infanzia, ma almeno nel manga, si sa per certo che Makoto durante la serie viva sola. A causa dell'incidente Makoto ha sviluppato una profonda paura degli aerei.

### Famiglia Aino
Di Minako Aino si sa solo che vive con i genitori e che non ha fratelli. I genitori di Minako vengono mostrati brevemente solo nel suo manga "Codename: Sailor V", ma mai in quello della saga e nell'anime, ai quali non viene mai fatto alcun riferimento.

## Scuola Juuban

### Naru Osaka
Naru Osaka (大阪なる?, Ōsaka Naru), chiamata Nina nella versione italiana dell'anime, è una compagna di classe di Usagi Tsukino, nonché la sua migliore amica. È nata il 1º gennaio. Al contrario di Usagi è una ragazza molto educata, disciplinata e studiosa, benché non sia raro che si lasci coinvolgere dall'amica. Compare in tutte le versioni della storia, e nel corso delle prime due serie dell'anime, compare in quasi tutti gli episodi. In PGSM, Naru è l'unica a scoprire la vera identità delle guerriere sailor, mentre nella seconda serie dell'anime, benché non capisca cosa succeda, avverte il pericolo che Usagi si accinge ad affrontare e la prega di fare attenzione. Nella prima serie Naru viene attaccata dal Regno delle Tenebre innumerevoli volte, e diventa la vittima designata almeno in un episodio di ogni serie (tranne nella quinta serie dove non compare affatto). Nell'anime Naru soffre molto per via di Nephrite, di cui si innamora. Nephrite arriva al punto di ricambiare i sentimenti della ragazza, ma viene ucciso dagli emissari del Regno delle Tenebre, lasciando Naru in lacrime. In seguito cederà alle attenzioni di Gurio Umino, di cui diventerà la fidanzata ufficiale a partire dalla seconda serie. In tutte le versioni della storia la famiglia di Naru possiede una gioielleria, mentre è soltanto nel manga che viene mostrata la sorella minore di Naru, Naruru. In Giappone Naru è doppiata da Shino Kakinuma, mentre in Italia da Lisa Mazzotti. In Pretty Guardian Sailor Moon è interpretata da Chieko Kawabe. Nella serie Crystal è doppiata da Satomi Satō, mentre in Italia da Giulia Tarquini.

#### La madre di Naru
Sia nell'anime che nel manga, la madre di Naru ha il primato di essere la prima vittima del Regno delle Tenebre. È una donna molto affascinante e lavora nella gioielleria di famiglia. Nel corso della prima serie, compare in qualche episodio, soprattutto in quelli che hanno protagonista Naru.

### Gurio Umino
Gurio Umino (海野ぐりお?, Umino Gurio) chiamato Ubaldo (spesso abbreviato in Ubi) nella versione italiana dell'anime, è un compagno di classe di Usagi Tsukino e Naru Osaka, la cui principale caratteristica è avere degli occhiali rappresentati a forma di spirale, per rappresentarne lo spessore. In un episodio le guerriere sailor immaginano che sotto quegli occhiali possa nascondersi un ragazzo bellissimo. Umino è sempre informato su tutto e tutti, e spesso Usagi si rivolge a lui quando necessita informazioni su qualcuno. Umino è "secchione" e pettegolo, e per questo motivo considerato sgradevole da molti. In realtà in più di una occasione si dimostrerà sorprendentemente coraggioso, specie se si tratta di fare colpo su qualcuno. All'inizio della storia è innamorato di Usagi, ma col tempo comincerà ad apprezzare maggiormente Naru. Per conquistare il cuore della ragazza arriverà a camuffarsi da "Tuxedo Umino Kamen" ("Ubaldo Milord" in Italia), creando più imbarazzo che altro. Tuttavia alla fine Naru cederà al buon cuore del ragazzo, e farà coppia fissa con lui. Nonostante nell'anime e nel manga sia uno dei personaggi "secondari" più presenti, Umino non compare affatto in PGSM. In Giappone Umino è doppiato da Keiichi Nanba, mentre in Italia da Giorgio Ginex. Nella serie Pretty Guardian Sailor Moon Crystal è doppiato da Daiki Yamashita, mentre in Italia da Gabriele Patriarca.

### Haruna Sakurada
Haruna Sakurada (桜田春菜?, Sakurada Haruna, Arianna nell'adattamento italiano), soprannominata Haruda, È la professoressa di inglese della classe di Usagi Tsukino, Naru Osaka e Gurio Umino e compare in tutte le versioni della storia. Donna molto giovanile e positiva, che mostra estrema severità solo nei confronti di Usagi. È single e ossessionata dal trovare al più presto un compagno, cosa che l'ha resa facile vittima del Regno delle Tenebre. Nel corso dell'anime appare spesso nel corso della prima serie, per poi diradare le sue apparizioni nel corso della seconda e sparire definitivamente nella terza.
In un altro manga della Takeuchi ("Dream Park de Mattete", compreso nella raccolta The Cherry Project) appare sua sorella Fuyuna, e la stessa professoressa fa una piccola apparizione. Un'altra sorella, Natsuna, è il sovrintendente generale di polizia in Codename: Sailor V. Un'altra probabile parente, Akina Sakurada, appare nel manga P.Q. Angels.
In Giappone Haruna è doppiata da Chiyoko Kawashima, mentre in Italia da Patrizia Scianca. In Pretty Guardian Sailor Moon è interpretata da Chieko Ooduka.

### Higure Akiyama
La prof.sa Higure Akiyama, chiamata Rossella in Italia, è l'insegnante di economia domestica di Usagi nella prima serie, e buona amica della professoressa Haruna. Appare solo in un episodio della prima serie, dove diventa vittima di Nepherite, dopo che questi ha consultato le stelle per scegliere la persona a cui rubare l'energia vitale.
Solitamente è una persona buona e gentile, ma sotto l'influsso del potere di Nepherite per rubarle l'energia facendola arrivare al massimo, diventa più aggressiva, egoista e vanitosa.

### Ryo Urawa
Ryo Urawa (浦和良?, Urawa Ryō) è un personaggio che compare solo nell'anime. È uno studente della stessa scuola di Usagi Tsukino. È dotato del potere di prevedere il futuro, e quindi sa di essere bersaglio del Regno delle Tenebre, in quanto portatore di uno dei cristalli dell'arcobaleno. È segretamente innamorato di Ami, ma è troppo timido per dichiararsi. Negli ultimi episodi della prima serie, Ryo si trasferisce (a causa del lavoro di suo padre), promettendo di tornare per Ami. Non viene chiarito se i due continuino a sentirsi in seguito. Riappare nell'episodio "Il Ritorno dei Sette malvagi", inseguito da Endimion che sta dando la caccia agli ex-custodi dei Cristalli dell'Arcobaleno per racchiuderli nel Cristallo Nero e dare vita ad un guerriero molto più potente.
Tuttavia il videogioco Sailor Moon Another Story si apre proprio col ritorno di Ryo a Tokyo. In Giappone Ryo è doppiato da Shinichiro Ohta, mentre in Italia da Davide Garbolino.

### Yumiko e Kuri
Yumiko e Kuri (nella versione italiana doppiata da Margherita De Risi) sono due compagne di classe di Usagi Tsukino e Naru Osaka, e la maggior parte delle loro apparizioni sono legate alle due ragazze. Non hanno un ruolo preciso e la loro funzione è solo di contorno, tuttavia compaiono sia nel manga che nell'anime.

### Mika Kayama
Mika Kayama è una compagna di classe di Shingo Tsukino. È una bambina molto dolce ed è bravissima nel costruire le bambole. Nella prima serie la si vede spesso negli episodi che ruotano intorno a Shingo. In realtà Mika ha una cotta per Shingo, e in una occasione Usagi ha dovuto aprire gli occhi al fratello sui reali sentimenti dell'amica. Compare solo nell'anime. È doppiata da Shiraishi Ayako.

### Momoko Momohara
Momoko Momohara (桃原桃子?, Momohara Momoko,  ribattezzata in Italia Miriam), detta Momo, è una bambina che frequenta la scuola elementare Juuban, ed è sicuramente la migliore amica "umana" di Chibiusa sia nell'anime che nel manga. Compare fin dalla seconda serie, ma il suo aspetto cambia, senza alcuna ragione, già dalla terza serie. È la prima vittima del Quartetto Amazzonico. È di origine cinese e i suoi genitori possiedono un ristorante. Ha una cotta per Kyūsuke Sarashina, che però ha occhi solo per Chibiusa.

### Kyosuke Sarashina
Kyosuke Sarashina (更科九助, Sarashina Kyūsuke) è un compagno di classe di Chibiusa e Momoko. Compare sia nell'anime che nel manga. È conosciuto per essere molto bravo negli sport, ma anche molto sarcastico. È segretamente innamorato di Chibiusa, benché non faccia altro che punzecchiarla di continuo. In Italia il suo nome è Carlo.

### Sorano
Sorano è un altro dei compagni di classe di Chibiusa, ma compare solo nel manga. Ha una particolare somiglianza fisica con Gurio Umino (hanno una pettinatura uguale e portano un identico paio di occhiali).

### Naruru e Ruruna
Naruru Osaka (大阪なるる?, Osaka Naruru) e Ruruna Kobe (神戸るるな?, Kobe Ruruna) sono due compagne di classe di Chibiusa amanti della moda (si definiscono infatti delle kogals) che parlano un gergo tutto loro (esempio: Farsi un dodo che significa Bere un tè o fare oke ossia andare al karaoke) che appaiono solo nel manga. Naruru è la sorella minore di Naru (come si scopre alla fine della storia). Le due ragazze sono in competizione con Hotaru Tomoe per essere le amiche del cuore di Chibiusa. Otaku sfegatate, le due ragazze nello speciale del manga in cui compaiono si travestono da guerriere sailor per difendere il loro negozio preferito. La marca preferita di Naruru è Guccici, mentre quella di Ruruna Channel con ovvi riferimenti ai ben noti marchi europei. È interessante notare come i loro nomi sono uno lo specchio dell'altro, mentre i loro cognomi richiamano due città del Kansai. Il loro attacco segreto, eseguito in coppia è il Super White Kick. Sono innamorate di Ciccio Kamen (Deboucho Kamen in originale) che in realtà è il gestore del negozio travestito).

## Altri personaggi terrestri

### Motoki Furuhata
Motoki Furuhata (古幡元基?, Furuhata Motoki, in Italia Moran) detto Furu è il gestore della sala giochi "Crown", e compare sia nell'anime, che nel manga che nel musical che nel live-action di Sailor Moon. Nel live action, Motoki gestisce una sala da karaoke e non una sala giochi.
Nella prima parte dell'anime, quasi sia Usagi Tsukino che Makoto Kino (e nel manga anche Ami) avevano una cotta per lui, fino al momento in cui le loro aspettative sono state deluse dall'entrata in scena di Reika Nishimura, sua fidanzata ufficiale. Motoki ha anche una sorella minore Unazuki. I due fratelli gestiscono sia il bar che la sala giochi di famiglia, luogo di ritrovo abituale delle guerriere sailor. Nel manga questa circostanza porterà Motoki ad essere l'unico umano a conoscenza dell'identità segreta delle ragazze.
Anche nel telefilm dal vivo Motoki viene a conoscenza della vera identità di Sailor Jupiter ed in seguito di tutte le guerriere. Nel live action, infatti Makoto e Motoki escono insieme, e verso la fine della serie si fidanzano seriamente. Nell'episodio speciale del matrimonio di Usagi e Mamoru, è Makoto a prendere il bouquet, lasciando presagire il suo futuro con Motoki. Sempre nel live action, ha una passione per le tartarughe.
Una differenza tra il Motoki del live action e le sue controparti di anime e manga è il ruolo comico che il ragazzo si trova a ricoprire e che lo rendono molto più simile ad Umino nelle altre versioni.
Nella versione giapponese è doppiato da Hiroyuki Sato, mentre in quella italiana da Claudio Ridolfo per la prima serie. Il personaggio ricompare nella puntata 23 della seconda serie Sailor Moon R, dove è doppiato da Patrizio Prata. In Pretty Guardian Sailor Moon è interpretato da Masaya Kikawada.

### Unazuki Furuhata
Unazuki Furuhata (古幡宇奈月?, Furuhata Unazuki,  in Italia Ursula), è la sorella minore di Motoki Furuhata, lavora al bar Crown, e compare nell'anime e nel manga di Sailor Moon. Ha i capelli rossi arancio e gli occhi verdi. Fa la sua prima apparizione nell'episodio 69, dove viene scambiata per una corteggiatrice di Mamoru Chiba. È buona amica delle guerriere sailor, visto il suo ruolo di cameriera nel locale dove le ragazze sono solite incontrarsi. Frequenta la scuola privata T.A con Rei Hino. È una ragazza molto romantica, e questo l'ha resa vittima sia dell'Esercito del Silenzio che del Circo della Luna Spenta.
Nella versione giapponese è doppiata da Miyako Endou, mentre in quella italiana da Daniela Fava e poi da Lara Parmiani.

### Reika Nishimura
Reika Nishimura (西村レイカ?, Nishimura Reika), è la fidanzata di Motoki Furuhata, e fa una breve comparsa sia nel manga che nell'anime. Nell'anime è uno dei sette portatori dei raimbow crystal, e per tale motivo viene attaccato dal Regno delle Tenebre. In seguito è costretta a partire in USA per continuare i propri studi e quindi si deve separare da Motoki, pur non interrompendo la relazione.
Nel manga si sa che frequenta la stessa università di Setsuna Meiou ed è anche sua amica.
È doppiata in Giappone da Rika Fukami.

### Yuichiro Kumada
Yūichirō Kumada (熊田雄一郎?, Kumada Yūichirō, in Italia Yuri), personaggio che compare solo nell'anime. Lavora nel tempio del nonno di Rei, ed è perdutamente innamorato della ragazza, che dal canto suo, pur volendogli molto bene, cerca di non mostrargli i suoi sentimenti. Yuichiro è di famiglia molto ricca, e possiede uno chalet in montagna, dove in un episodio, Rei e le altre ragazze hanno passato un fine settimana sulla neve. Verrà spesso preso di mira dai vari nemici a partire già dalla prima serie. In una occasione è arrivato a confrontarsi con Haruka Ten'ou, pensando di dover competere con lei per il cuore di Rei.
È doppiato in Giappone da Bin Shimada, mentre in Italia da Claudio Moneta.

### Kotono Sarashina
Kotono Sarashina è un personaggio presente solo nel manga. Frequenta la stessa scuola di Rei, la T.A. È appassionata di UFO e fa parte del club del soprannaturale della scuola. È una delle poche amiche conosciute di Rei, al di fuori delle guerriere sailor, ma compare solo in alcuni atti del manga.

### Ittou Asanuma
Ittou Asanuma è un personaggio che appare brevemente nell'episodio 169 ma nel manga ha un ruolo più ampio. È un kohai di Mamoru (che ammira molto e di cui riprende alcuni gesti come il portare la cartella sulle spalle) e innamorato di Makoto. Viene a sapere dalla ragazza la realtà sulle loro identità segrete, dopo averle confessato di aver visto cose strane (riferendosi a Mamoru che si è curato una ferita col solo tocco delle sue mani, e al fatto che la gatta Luna parli).

### Kakeru Oozora
Kakeru Oozora (in Italia Alan) è un personaggio che compare nel film Il cristallo del cuore. È un brillante astronomo, che però non ha mai potuto realizzare il proprio sogno di volare sulla luna a causa della propria salute cagionevole. È di natura gentile e romantica e crede nell'esistenza di una "principessa della luna". È doppiato in Giappone da Masami Kikuchi.

### Himeko Nayotake
Himeko Nayotake è un personaggio che compare nel film Il cristallo del cuore. Era la fidanzata di Kakeru, anche se tuttavia non condivide le sue idee romantiche e fantasiose. Rispetto a Kakeru lei è riuscita a realizzare il sogno di andare sulla luna, anche se a malincuore dato che avrebbe voluto farlo con Kakeru. È doppiata in Giappone da Megumi Hayashibara.

### Principessa Dia
La principessa Dia (conosciuta in Italia come Principessa Gemma) è la principessa del Regno dei Diamanti (Regno Diamond in originale, Regno D nel manga) uno Stato famoso nel mondo di Sailor Moon per la produzione di gioielli che ha una sua ambasciata a Tokyo.
Diventa il bersaglio del Regno delle Tenebre che pensava che il tesoro della famiglia reale (mai visto in pubblico) sia il Cristallo d'Argento (alla fine si rivelerà essere la statua di diamanti della prima principessa del regno), mentre le Sailor pensano che sia lei la principessa che cercano (cosa che si rivelerà essere sbagliata quando Dia si spaventerà dopo aver visto Luna parlare).
Fisicamente è una ragazza carina, ma essendo miope indossa degli occhiali spessi come quelli di Umino, che le fanno pensare di essere bruttina.

### Makoto Hanamatsuura
Makoto Hanmatsuura (凡松浦マコト?, Hanmatsuura Makoto) compare solo in un capitolo speciale del manga di Sailor Moon dal titolo Il segreto dell'Hammer Place Hall (Il Palazzo misterioso dei prezzi bomba nell'edizione Star comics). È il gestore di un negozio di articoli usati bassotto e cicciotello, specializzato soprattutto in vestiti da cosplayer e altri articoli tipicamente da otaku e ha l'hobby del ricamo. Il suo negozio, le cui acquirenti più assidue sono Naruru Osaka e Ruruka Kobe, viene preso di mira da uno spirito, e lui per difendersi si "traveste" da Ciccio Kamen (Deboucho Kmane, in originale e nella prima traduzione italiana), una sorta di Tuxedo Kamen in sovrappeso. Nell'introduzione alla storia la Taukeuchi ammette che è ispirato ad un personaggio realmente esistente.
Il negozio sembra essere di proprietà della sua famiglia, poiché in un flashback si vede sua nonna raccontargli la storia dello spirito protettore del magazzino del negozio (che nel manga possiede Hotaru).

### Saitou "Sugao Sacho"
Saitou, detto Sacho è il manager di Minako e personaggio esclusivo del Live. In quanto manager di Minako è sempre molto preoccupato per lei, infatti compare per la prima volta nell'Act 11 quando Minako è in ospedale. Il suo soprannome Sacho significa capo azienda in giapponese, difatti è il presidente della Saitou Company

## Personaggi non terrestri

### Queen Serenity
Queen Serenity (クィーン・セレニティ?, Kuīn Sereniti), in Italia, Regina Selene è la madre della Principessa Serenity. Benché sua figlia si sia reincarnata in Usagi Tsukino, la figlia terrestre di Ikuko Tsukino, occasionalmente Queen Serenity compare come guida per le guerriere sailor nelle prime due serie sia dell'anime che del manga. È di fatto l'unico abitante di Silver Millennium a non essersi potuto reincarnare nel ventesimo secolo.

### Sailor Power Guardian
Non sono vere e proprie guerriere Sailor, ma piccoli spiriti guardiani del potere sailor delle sailor princess. Il suo aspetto è uguale alla senshi a lei collegata, solo più piccola come una fatina. Indossano la fuku potenziata, dai fan identificata erroneamente come versione super. Compaiono solo nel manga.
La Sailor Power Guardian della Luna e della terra non compare. Le uniche a comparire sono: Guardian Mercury, Guardian Mars, Guardian Jupiter, Guardian Venus, Guardian Uranus, Guardian Neptune, Guardian Pluto, Guardian Saturn e Guardian Cosmos, viene anche nominata Guardian Kaos ma non viene mostrata.
Nel manga giocano un ruolo fondamentale, poiché danno alle guerriere Sailor i loro Sailor Crystal, permettendo alle loro principesse di ottenere una nuova trasformazione da molti definita erroneamente super e le aiutano a raggiungere anche l'ultimo stadio da molti erroneamente definito eternal.

### Guardian Cosmos
Guardian Cosmos (ガーディアン・コスモス?, Gaadian Kosumosu), nonostante rivesta un ruolo importantissimo nella storia, compare solo nell'atto finale del manga. È la guardiana del cosmos seed, la si incontra all'interno del galaxy cauldron dove le stelle prendono la loro forma definitiva. Compare dopo la distruzione di Chaos e offre a Sailor Moon di continuare la sua vita così come la conosce mantenendo quindi la loro attuale forma di stelle o di rinascere con una vita normale rinascendo quindi con una nuova forma di stelle. Alla fine Sailor Moon decide di ritornare alla vita insieme con tutti i suoi amici, che ritornano tutti sulla terra, a Crystal Tokyo, dimenticando ciò che è accaduto nel cauldron.

### Phobos & Deimos
Phobos (フォボス?, Fobosu) e Deimos (ディモス?, Dimosu) sono i due corvi che abitano al tempio Hikawa del nonno di Rei. A quanto dice il nonno nel manga, i due corvi sono arrivati, quando vi si trasferì Rei, e fu proprio lei a dargli quel nome. Compaiono sia nell'anime che nel manga, ma il loro ruolo più importante è proprio in quest'ultima versione della storia, dove hanno il ruolo di spiriti guardiani di Sailor Mars e rivelano il loro aspetto simile a quello di fatine. Più avanti viene spiegato che provengono dal pianeta Coronis (lo stesso di Sailor Lead Crow di cui erano amiche) e che gli sono affidati i due satelliti a loro omonimi, quando diventarono le partner della principessa di Marte.

### Perle
Perle (ペルル?, Peruru, chiamato Peruru in Italia) è uno dei personaggi del film Il mistero dei sogni. Era uno degli elfi agli ordini della regina Vadianne, a cui però si ribella quando ne scopre i veri obbiettivi. Si prende una cotta per Chibiusa e si unisce alle guerriere sailor per salvarla. Alla fine rimarrà l'unico elfo alato e donerà a Chibiusa il suo flauto. Possiede vari poteri magici, tra cui quello di far danzare i dolci col suo flauto e assumere forma umana. Fisicamente è simile a Elios (anche lui protettore dei sogni e innamorato di Chibiusa).
È doppiato da Chika Sakamoto nella versione originale e da Davide Garbolino in quella italiana.

### Gallica, Centi, Damask, Moss e Alba
Sono personaggi che compaiono nel musical basato sulla battaglia contro il Death Buster.
Si tratta di una famiglia di alieni proveniente da Grimm, un pianeta invaso dall'Esercito del Silenzio, che ha trovato rifugio sulla Terra e aiuterà le Sailor Senshi a sconfiggere gli abitanti di Tau Nebula.
Sulla Terra si nascondono sotto il falso nome di Famiglia Hoshino.
Sono interpretati rispettivamente da: Shuusuke Yoda (Gallica), Ado Endou (Centi), Yoshiya Yukimura (Damask), Atsuki Ishiguro (Moss), Kaho Gotou e Jun Yamaguchi (Alba)

### Shokujo e Kengyu
Marito e moglie, Shokujo (織女?) e Kengyu (牽牛?) sono rispettivamente le personificazioni delle due stelle amanti Orihime (Vega) e Hikoboshi (Altair), protagonisti della leggenda accostata alla festa di Tanabata e apparsi nella seconda storia speciale del Diario Illustrato di Chibiusa, dedicata proprio a questa festa.

### Astarte Shiba Shingetsu
Astarte Shiba Shingestu (柴新月アスタルテ?, Shiba Shingetsu Asutarute), anche conosciuta come Siva o Shiva Shingetsu, è un personaggio che appare in alcune versioni del musical di Sailor Moon, precisamente sia in Kessen/Transylvania No Mori - Shin Toujou! Chibi Moon wo Mamoru Senshi-tachi che in Saikyou no Kataki Dark Cain no Nazo, e le rispettive versione rivisitate. È più conosciuta per il ruolo di Sailor Astarte. In entrambi i musical, Astarte viene posseduta da un'entità malvagia conosciuta come Dark Cain che la trasforma in Death Vulcan, simile al modo in cui Hotaru Tomoe viene trasformata in Mistress 9. Sailor Astarte viene spesso definita una guerriera molto misteriosa, visto che di lei non si sa nulla, a causa delle sue limitate apparizioni nel musical. Si definisce "la decima guerriera sailor, proveniente dall'altra parte del sole", riferimento a 672 Astarte, un asteroide che orbita intorno al sole, da cui prende il nome. Essendo la "decima guerriera", viene collocata all'interno del Sailor Team, composto praticamente da nove guerriere, escludendo Sailor Chibimoon che proviene dal futuro, ed è spesso considerata un'ospite. La sua uniforme è formata da due colori principali, che sono il rosso sangria e il giallo oro. In tutti i musical in cui è comparsa, Astarte è stata interpretata da Aya Hosoda.